# Sucette
Pour l’article ayant un titre homophone, voir SU7.
Une sucette ou suçon au Canada francophone est une confiserie fixée au bout d’un bâtonnet. Comme son nom l’indique, on la consomme en la suçant, mais on peut aussi la croquer ou la lécher, selon la nature de ce qui est au bout du bâtonnet.

## Type de sucettes

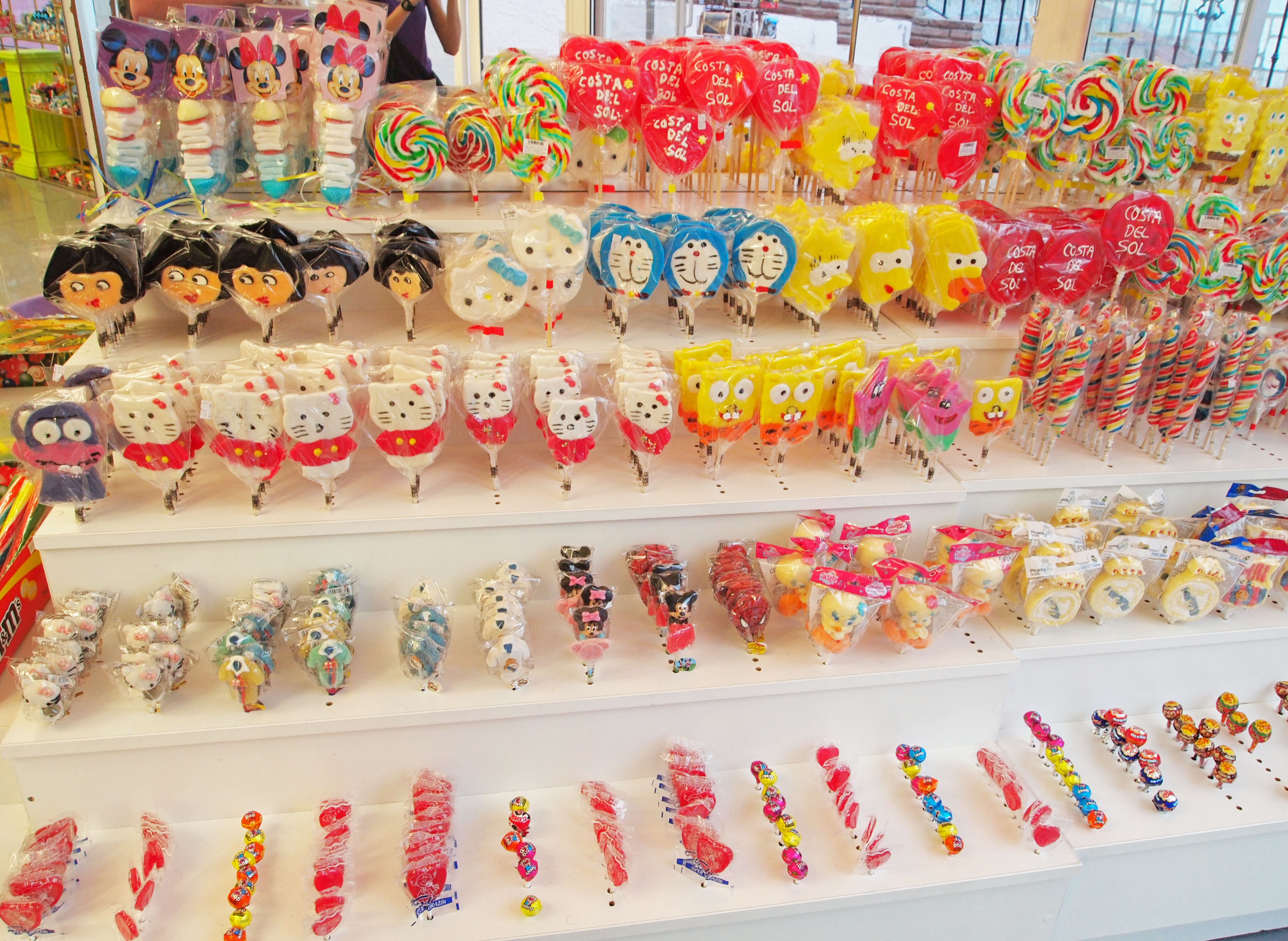
Des sucettes dans une confiserie.

Étant donné le grand nombre de producteurs de sucettes, elles sont aujourd'hui disponibles dans un grand nombre de couleurs, de formes et de saveurs, en particulier des saveurs de fruits.
La plupart des sucettes sont consommées à température ambiante, mais il existe aussi des « sucettes glacées », à base de sucre et de glace.
Certaines sucettes contiennent des garnitures, comme du chewing-gum ou des bonbons mous.
Certaines sucettes, dites « fantaisie », contiennent des ingrédients plus inhabituels, tels que des larves de vers.
D'autres sucettes fantaisie ont des cœurs non comestibles, comme une lumière clignotante incorporée dans le bonbon.
Il existe aussi une tendance à produire des sucettes munies de bâtons attachés à un appareil motorisé qui fait tourner la sucette entière dans la bouche[réf. nécessaire].
Dans les pays nordiques, en Allemagne et aux Pays-Bas, certaines sucettes sont parfumées au salmiakki.

## Histoire
Le premier plat sucré très similaire à ce que l'on appelle aujourd'hui les sucettes remonte au Moyen Âge, lorsque les aristocrates mangeaient du sucre fondu avec un bâton. L'idée du bonbon sur un bâton étant simple, il est possible que la sucette ait été inventée et réinventée à de nombreuses reprises au cours de l'histoire. La sucette a été mentionnée dans des contextes modernes depuis les années 1920.
L'histoire de la première sucette en Amérique a été déformée au fil du temps. Certaines études suggèrent que les sucettes aient été inventées pendant la guerre de Sécession (1861-1865), alors que d'autres suggèrent qu'elles remontent au début des années 1800. George Smith de New Haven, en Connecticut, qui a commencé à fabriquer de gros bonbons sur des bâtons en 1908, est crédité de l'invention des sucettes modernes et a enregistré le nom commercial lollipop en 1931,.
Le terme anglais Lollipop viendrait d'un célèbre cheval de course, Lolly Pop. Ce nom pourrait aussi être dérivé de deux mots anglais "lolly" (langue) et "pop" (gifle). Alternativement, il pourrait aussi venir d'un terme gitan, qui vendaient traditionnellement des pommes recouvertes de caramel avec un bâton à tenir, dont la dénomination loli phabay signifierait "Pomme rouge".

## Propriétés médicinales

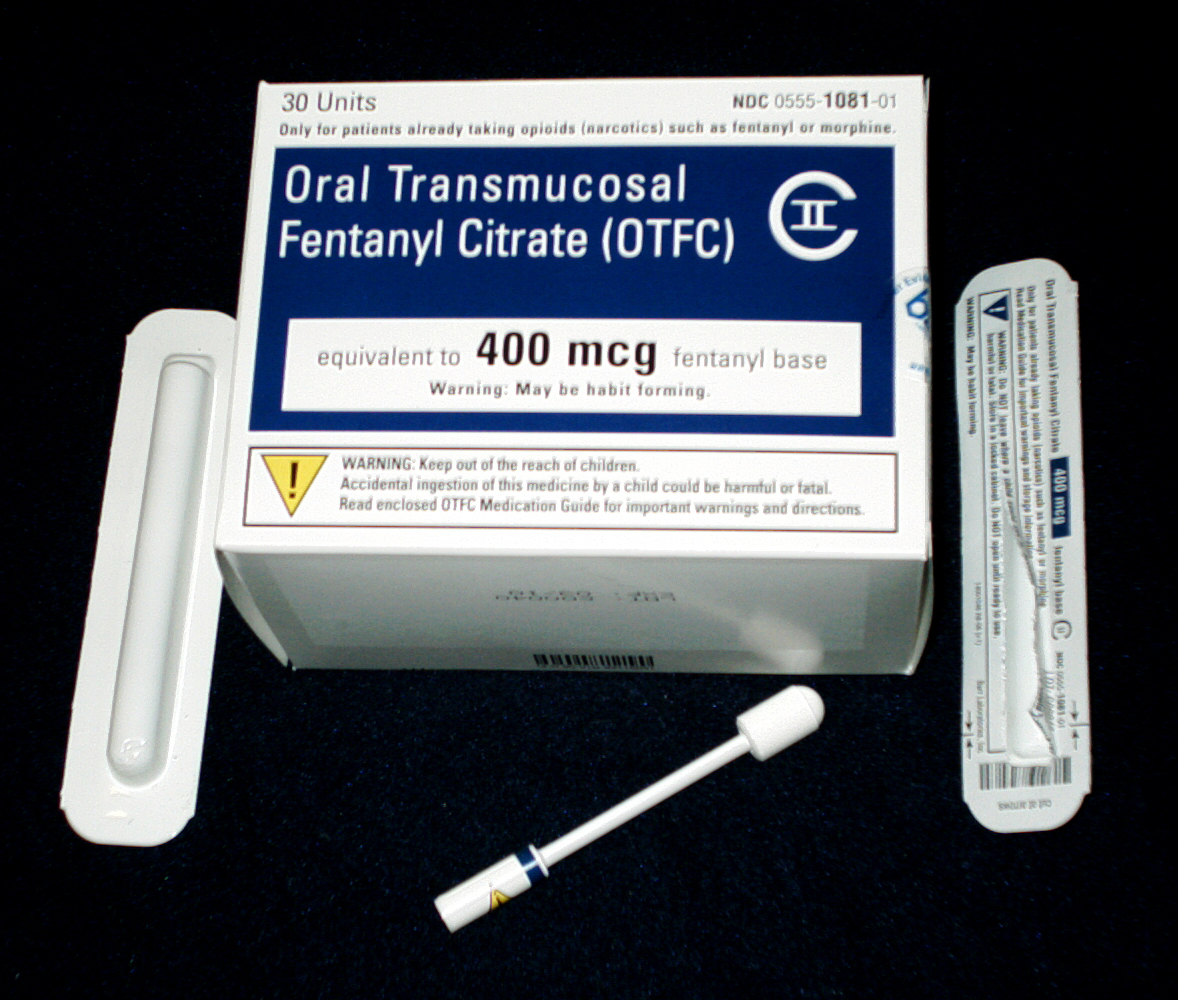
Sucette de Fentanyl de marque Actiq, 400 µg.

Certaines sucettes ont été commercialisées à des fins diététiques, bien que leur efficacité n'ait pas été prouvée. Des cas anecdotiques de perte de poids pourraient être dus au pouvoir de la suggestion.
Certaines sucettes aromatisées contenant des médicaments ont pour but de faciliter l'administration du médicament aux enfants.
Par ailleurs, des sucettes analgésiques comme celles produites par la marque Actiq sont des produits antalgiques puissants dont le principe actif est le fentanyl, l'administration sous forme de sucette permet une action rapide et elles sont utilisées entre autres pour des usages militaires.

## Images

Exemple d'une liste de différentes formes de sucettes
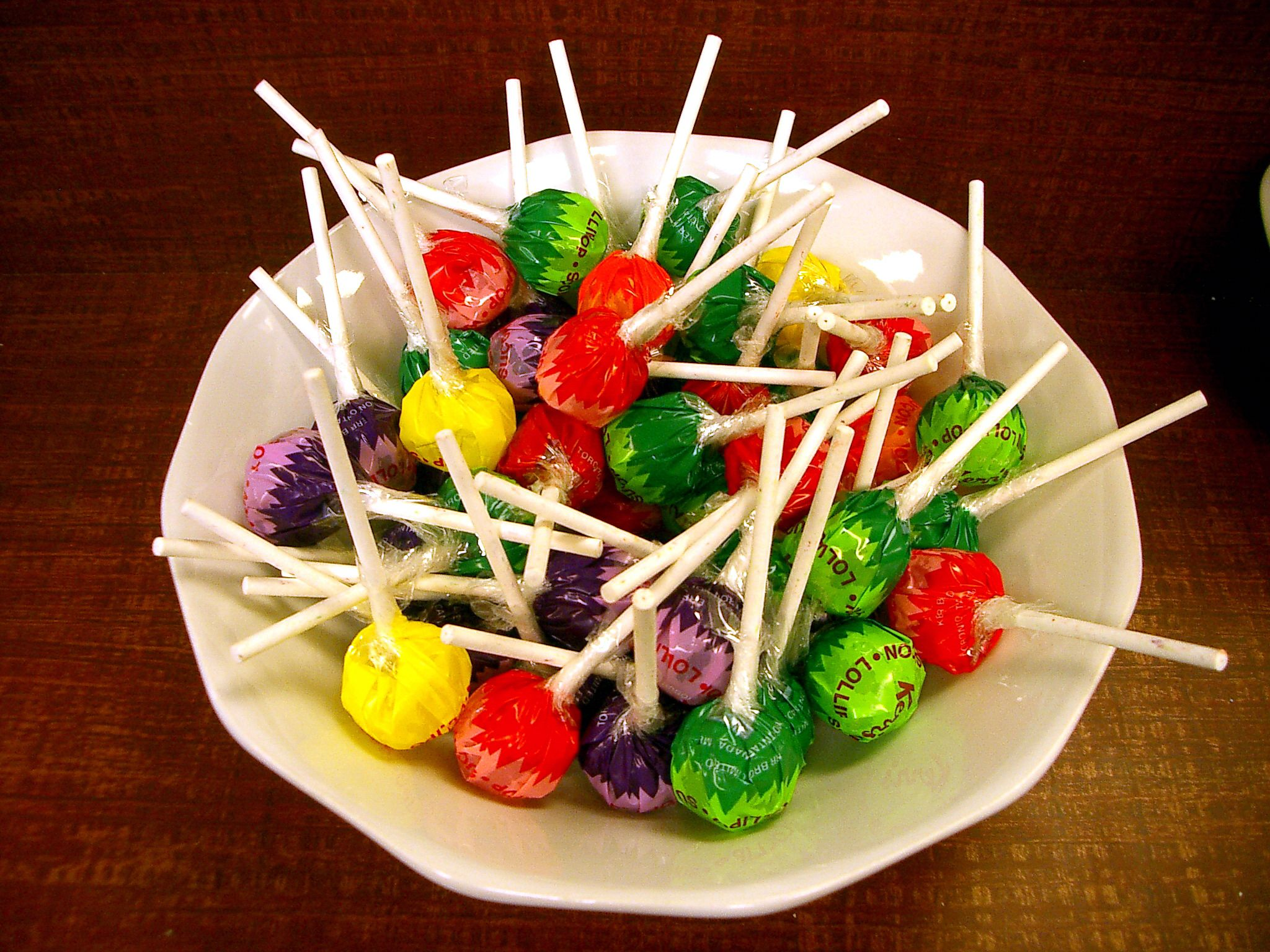
Bigarrure de sucettes dans une assiette.
Sucettes sur des gâteaux.
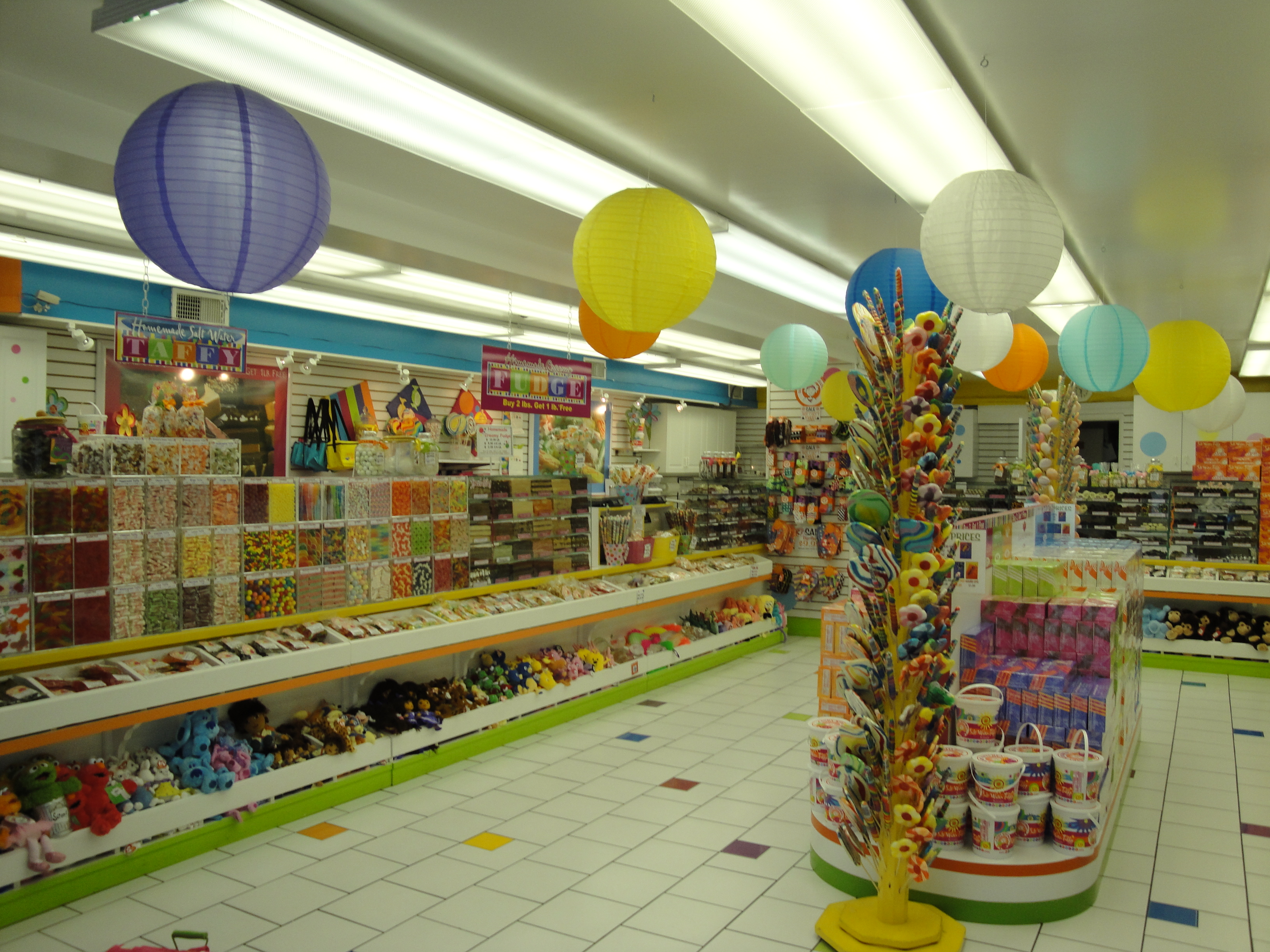
Un étalage de sucettes.
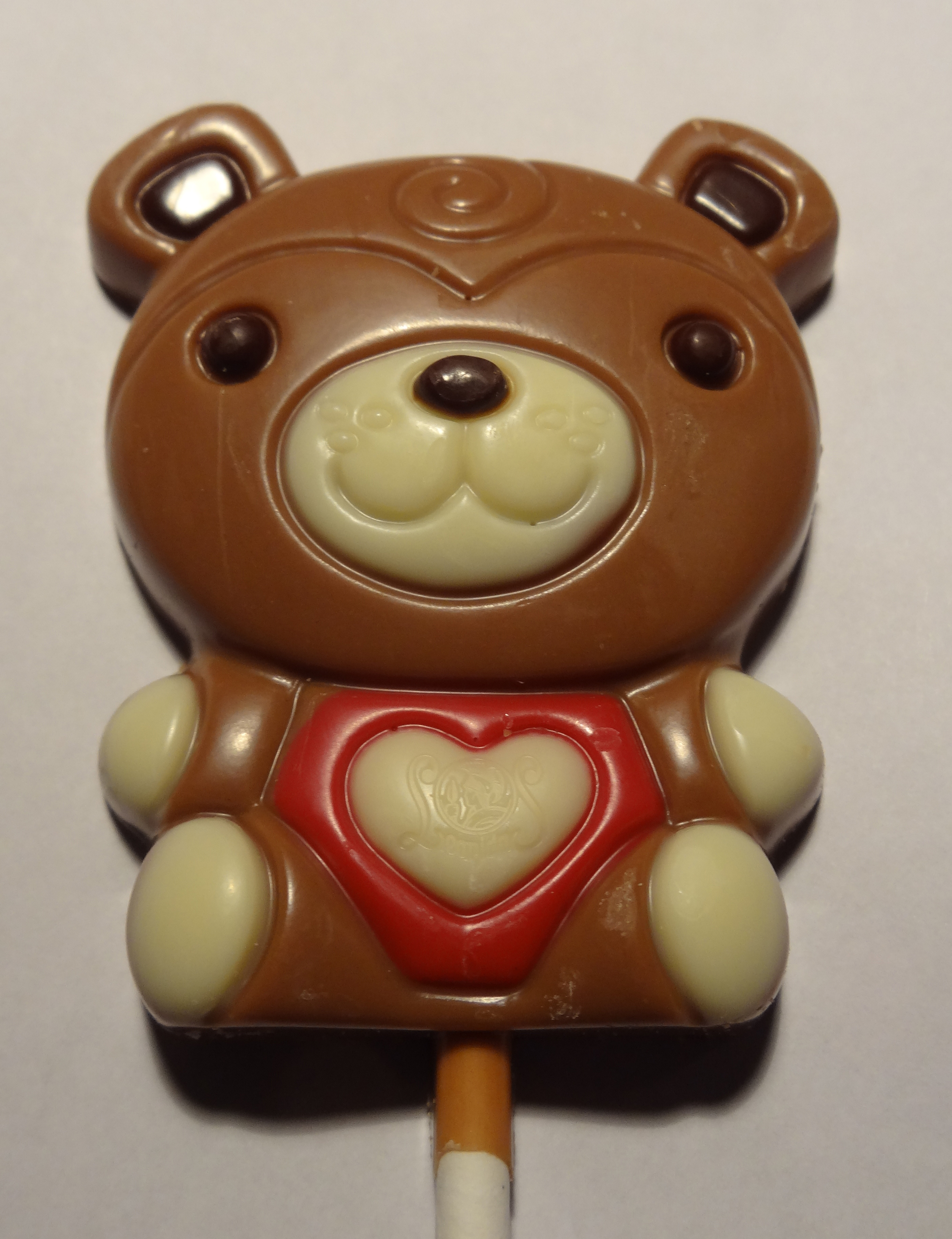
Bâtonnet de chocolat avec ours en peluche.
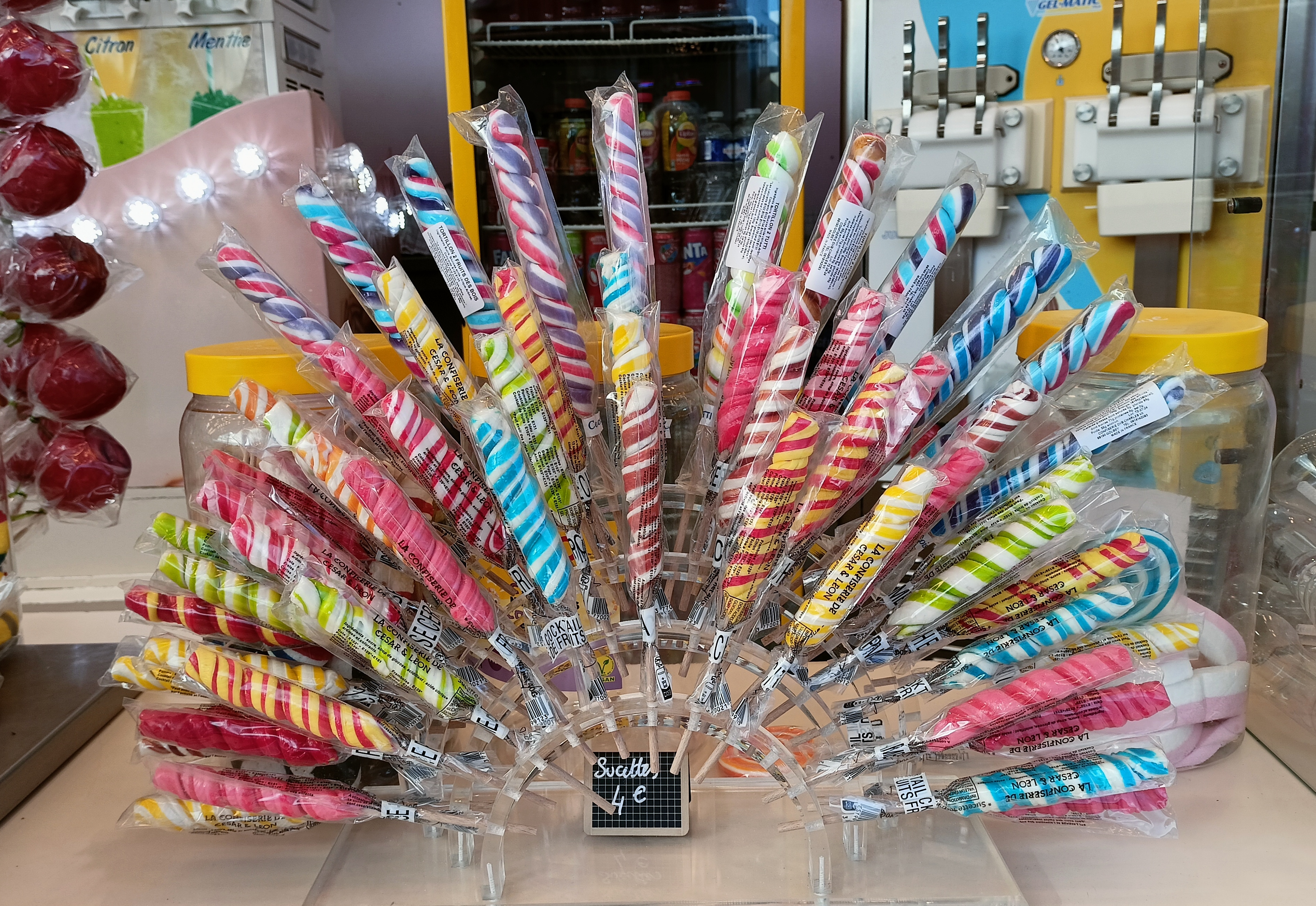
Eventail de sucettes en spirale.